# Gremsdorf
Gremsdorf ist eine Gemeinde im Landkreis Erlangen-Höchstadt (Mittelfranken, Bayern).

## Geographie

### Geographische Lage
Gremsdorf liegt im Aischtal, circa einen Kilometer westlich der Autobahnausfahrt Höchstadt-Ost der BAB 3 Würzburg–Nürnberg. Im Süden befinden sich Weiherplatten, die teilweise als Naturschutzgebiet ausgezeichnet sind.

### Nachbargemeinden
Nachbargemeinden sind (im Norden beginnend im Uhrzeigersinn): Höchstadt an der Aisch, Adelsdorf, Heßdorf

### Gemeindegliederung
Es gibt vier Gemeindeteile (in Klammern ist der Siedlungstyp angegeben):
- Buch (Dorf)
- Gremsdorf (Pfarrdorf)
- Krausenbechhofen (Dorf)
- Poppenwind (Dorf)

Es gibt die Gemarkungen Buch und Gremsdorf. Die Gemarkung Gremsdorf hat eine Fläche von 8,922 km². Sie ist in 1271 Flurstücke aufgeteilt, die eine durchschnittliche Flurstücksfläche von 7020,01 m² haben. In ihr liegen neben dem namensgebenden Ort die Gemeindeteile Krausenbechhofen und Poppenwind.

## Geschichte

### Namensherkunft und frühe Geschichte
Der Ort wurde in einer Urkunde, die zwischen 780 und 802 entstand, als „Gremesdorf“ erstmals urkundlich erwähnt. Das Bestimmungswort des Ortsnamens ist Grami, der Personenname des Ortsgründers. Der Ort wurde in karolingischer Zeit als Haufenwegedorf angelegt, was heute noch zu erkennen ist. Die Mühle zu Gremsdorf wurde schon 1326 erwähnt, als sie von Wolfram Truchseß von Aurach und den Brüdern Heinrich und Hermann Truchsessen zu Nainsdorf erworben wurde.
Gremsdorf gehörte zum Kloster Michelsberg, das ein Mediat des Hochstiftes Bamberg war.
Gegen Ende des 18. Jahrhunderts gab es in Gremsdorf 32 Anwesen. Das Hochgericht übte das bambergische Centamt Höchstadt aus. Die Dorf- und Gemeindeherrschaft hatte das Klosteramt Gremsdorf. Grundherren waren das Hochstift Bamberg (Kastenamt Höchstadt: 1 Gütlein; Klosteramt Gremsdorf: Amtsmannhaus, Amtshof, Pfarrhaus, Schulhaus, 1 Mühle, 1 Schenkstatt, 3 Höfe, 14 Sölden), das Kloster Ebrach (1 Sölde), das Rittergut Neuhaus (1 Freiwirtshaus, 2 Gütlein). 2 Häuser, eine Schmiede und ein Hirtenhaus waren gemeindliche Gebäude.
1802 kam der Ort an Bayern. Im Rahmen des Gemeindeedikts wurde 1808 der Steuerdistrikt Gremsdorf gebildet, zu dem Buch, Krausenbechhofen und Poppenwind gehörten. Mit dem Zweiten Gemeindeedikt (1818) entstanden zwei Ruralgemeinden:
- Buch
- Gremsdorf mit Krausenbechhofen und Poppenwind

Die Gemeinde Gremsdorf war in Verwaltung und Gerichtsbarkeit dem Landgericht Höchstadt zugeordnet und in der Finanzverwaltung dem Rentamt Höchstadt. In der freiwilligen Gerichtsbarkeit unterstanden drei Anwesen dem Patrimonialgericht Neuhaus (bis 1848). 1820 wurde Uttstadt eingemeindet, das dann am 9. September 1854 an die Gemeinde Aisch abgegeben wurde. Ab 1862 gehörte Gremsdorf zum Bezirksamt Höchstadt an der Aisch (1939 in Landkreis Höchstadt an der Aisch umbenannt) und weiterhin zum Rentamt Höchstadt (1919 in Finanzamt Höchstadt umbenannt, 1929–1972: Finanzamt Forchheim, seit 1972: Finanzamt Erlangen). Die Gerichtsbarkeit blieb beim Landgericht Höchstadt (1879 in das Amtsgericht Höchstadt umgewandelt), von 1959 bis 1972 war das Amtsgericht Forchheim zuständig, seitdem ist es das Amtsgericht Erlangen. Die Gemeinde hatte ursprünglich eine Gebietsfläche von 8,928 km².
Das Gremsdorfer Amtshaus, in dem bis 1826 das Landgericht Höchstadt untergebracht war, wurde vom Staat für 1500 Gulden an den Sohn des letzten Michelsberger Amtsschreibers, Johann Leonhard Rinecker, verkauft, von dessen Nachfahren es der Orden der Barmherzigen Brüder 1895 für die Errichtung einer Heil- und Pflegeanstalt erwarb. In dem Wohn- und Pflegeheim sind etwa 280 Bewohner untergebracht.

### Eingemeindungen
Am 1. Juli 1972 wurde im Zuge der Gemeindegebietsreform die Gemeinde Buch eingegliedert.

### Einwohnerentwicklung
Gemeinde Gremsdorf
| Jahr      | 1819   | 1840   | 1852   | 1861   | 1867   | 1871   | 1875   | 1880   | 1885   | 1890   | 1895   | 1900   | 1905   | 1910   | 1919   | 1925   | 1933   | 1939   | 1946   | 1950   | 1961   | 1970   | 1987   | 2008   | 2013   | 2017   |
| Einwohner | 386    | 474    | 406    | 409    | 395    | 410    | 397    | 416    | 435    | 422    | 394    | 470    | 498    | 684    | 689    | 716    | 837    | 1037   | 874    | 917    | 932    | 844    | 1201   | 1515   | 1575   | 1617   |
| Häuser    |        |        |        |        |        | 73     |        |        | 79     | 78     |        | 81     |        |        |        | 78     |        |        |        | 76     | 92     |        | 248    |        |        | 416    |
| Quelle    | [ 15 ] | [ 16 ] | [ 16 ] | [ 17 ] | [ 18 ] | [ 19 ] | [ 20 ] | [ 21 ] | [ 22 ] | [ 23 ] | [ 16 ] | [ 24 ] | [ 16 ] | [ 25 ] | [ 16 ] | [ 26 ] | [ 16 ] | [ 16 ] | [ 16 ] | [ 27 ] | [ 12 ] | [ 28 ] | [ 29 ] | [ 30 ] | [ 30 ] | [ 30 ] |

Ort Gremsdorf
| Jahr      | 001819 | 001861 | 001871 | 001885 | 001900 | 001925 | 001950 | 001961 | 001970 | 001987 | 002021 |
| Einwohner | 220    | 231    | 242    | 252    | 315    | 550    | 737    | 793    | 707    | 929    | 1013   |
| Häuser    |        |        |        | 48     | 51     | 50     | 49     | 63     |        | 174    |        |
| Quelle    | [ 15 ] | [ 17 ] | [ 19 ] | [ 22 ] | [ 24 ] | [ 26 ] | [ 27 ] | [ 12 ] | [ 28 ] | [ 29 ] | [ 31 ] |

## Politik
Die Gemeinde ist Mitglied der Verwaltungsgemeinschaft Höchstadt an der Aisch.

### Bürgermeister und Gemeinderat
Der Gemeinderat von Gremsdorf hat 12 Mitglieder, dazu kommt der nebenamtliche Bürgermeister.
|      | Bürgerblock | WG Buch | FWG | Gesamt   |
| 2002 | 5           | 5       | 2   | 12 Sitze |
| 2008 | 6           | 4       | 2   | 12 Sitze |
| 2014 | 5           | 4       | 3   | 12 Sitze |
| 2020 | 4           | 5       | 3   | 12 Sitze |

(Stand: Kommunalwahl am 15. März 2020)
Erster Bürgermeister ist Norbert Walter (BGB/CSU).

### Überregionale Veranstaltungen
Überregionale Bekanntheit erlangte Gremsdorf durch Veranstaltungen im Gasthof Göb, die regelmäßig im bayerischen Verfassungsschutzbericht aufgeführt werden. Neben Landesparteitagen der NPD und Rechtsrockkonzerten fanden auch Konzerte von National Socialist Black Metal statt. Durch das Engagement des Bündnisses Gremsdorf ist bunt und von Bürgermeister Waldemar Kleetz finden seit 2008 in Gremsdorf keine rechtsradikalen Veranstaltungen mehr statt.

### Wappen und Flagge
Wappen
| Wappen von Gremsdorf | Blasonierung: „Gespalten von Silber und Blau, vorne ein linksgewendeter roter Flügel mit daraus wachsendem Arm, der ein rotes Balkenkreuz emporhält, hinten ein halbes silbernes Mühlrad am Spalt.“ |
| Wappen von Gremsdorf | Wappenbegründung: Der Flügel mit dem daraus wachsenden Arm ist das Wappen des Klosters Michelsberg in Bamberg, das den Ort als Grund- und Gerichtsherr sehr geprägt hat. Das ehemalige Amtsschloss des Klosters erinnert noch heute an diese Verbindung. Das Mühlrad weist auf eine alte Mühle, die seit der ersten Nennung von Gremsdorf nachweisbar ist und heute noch besteht. Dieses Wappen wird seit 1983 geführt. |

Flagge
Die Gemeindeflagge ist blau-weiß-rot.

## Baudenkmäler

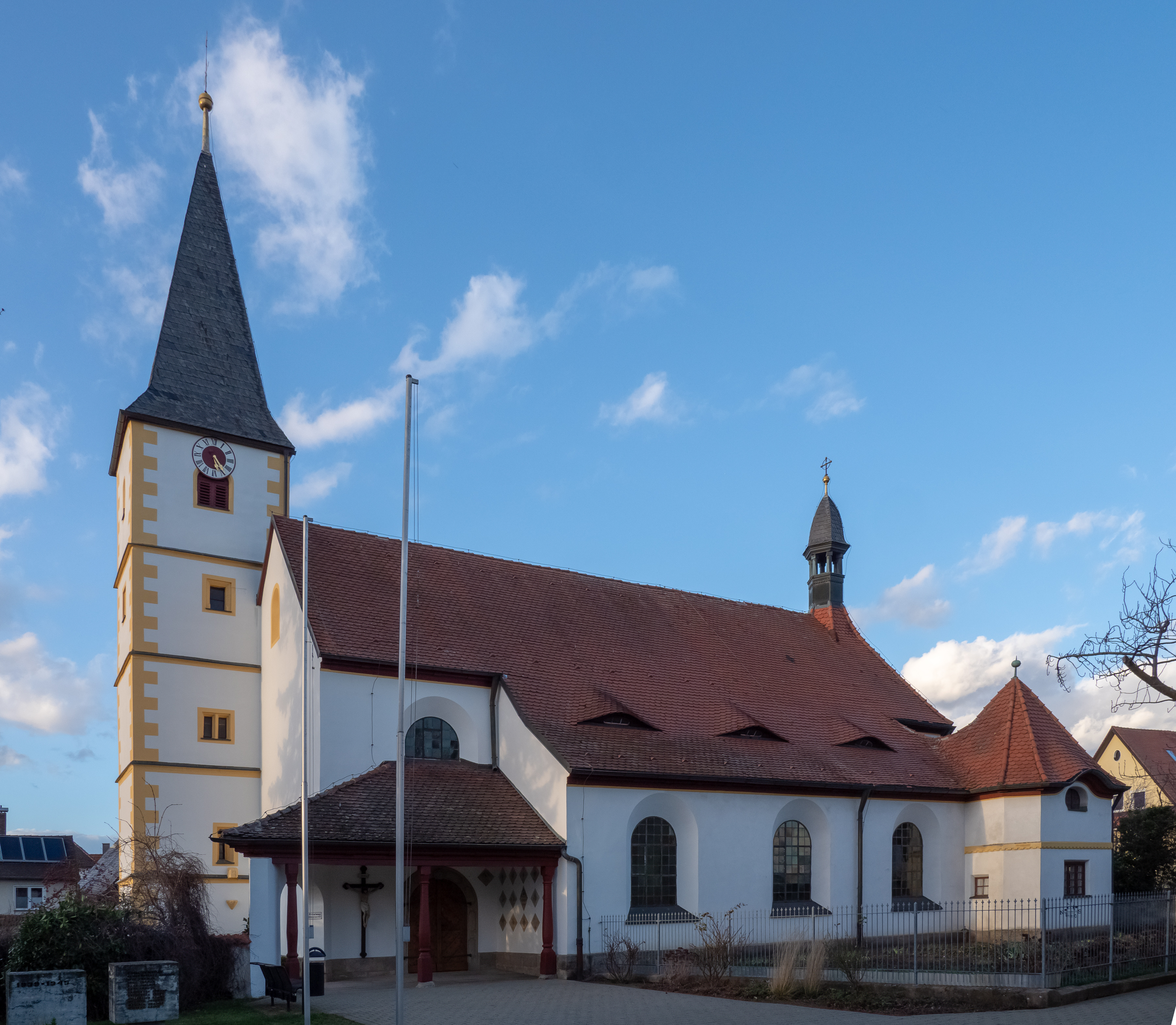
Katholische Pfarrkirche Sankt Ägidius
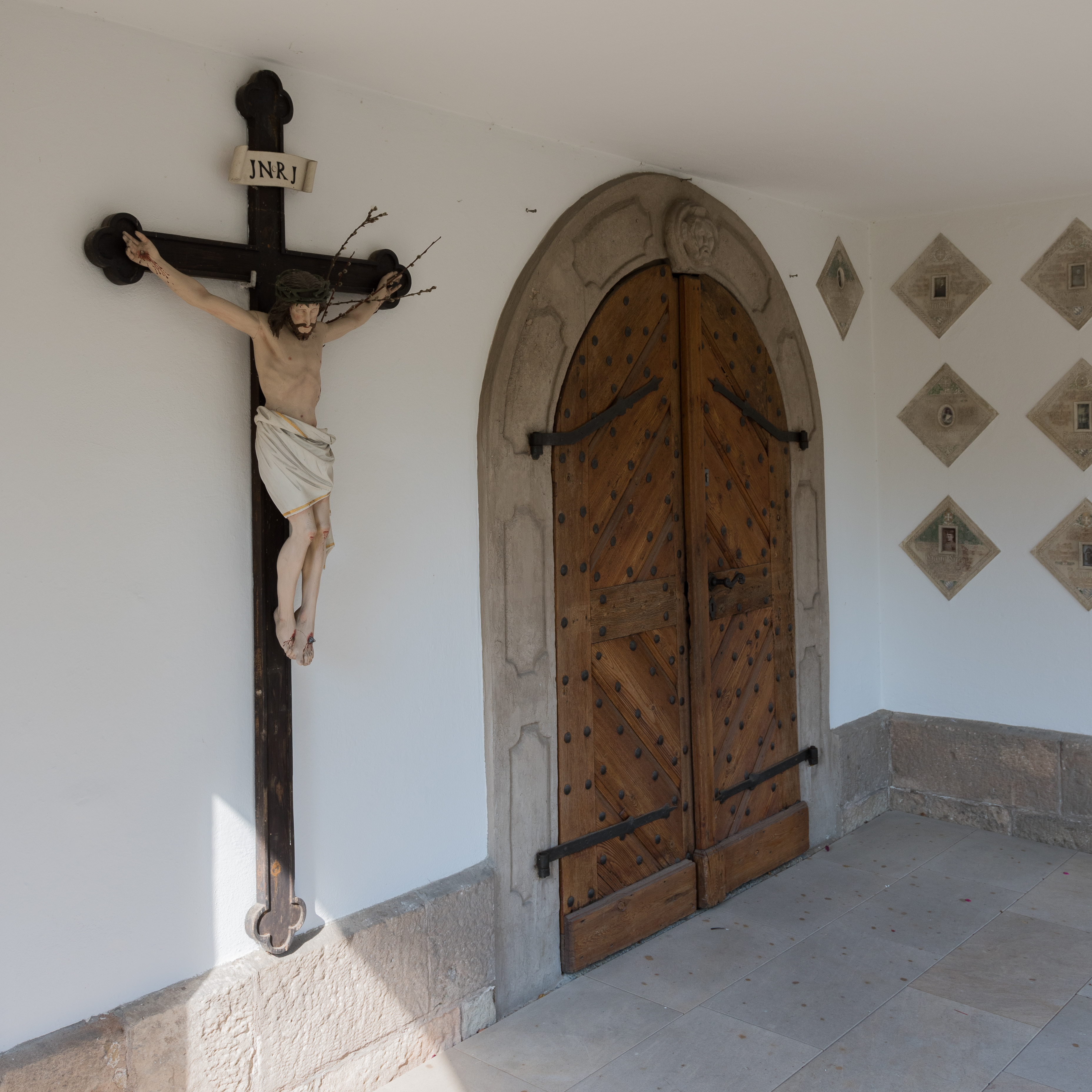
Der Eingangsbereich der Pfarrkirche
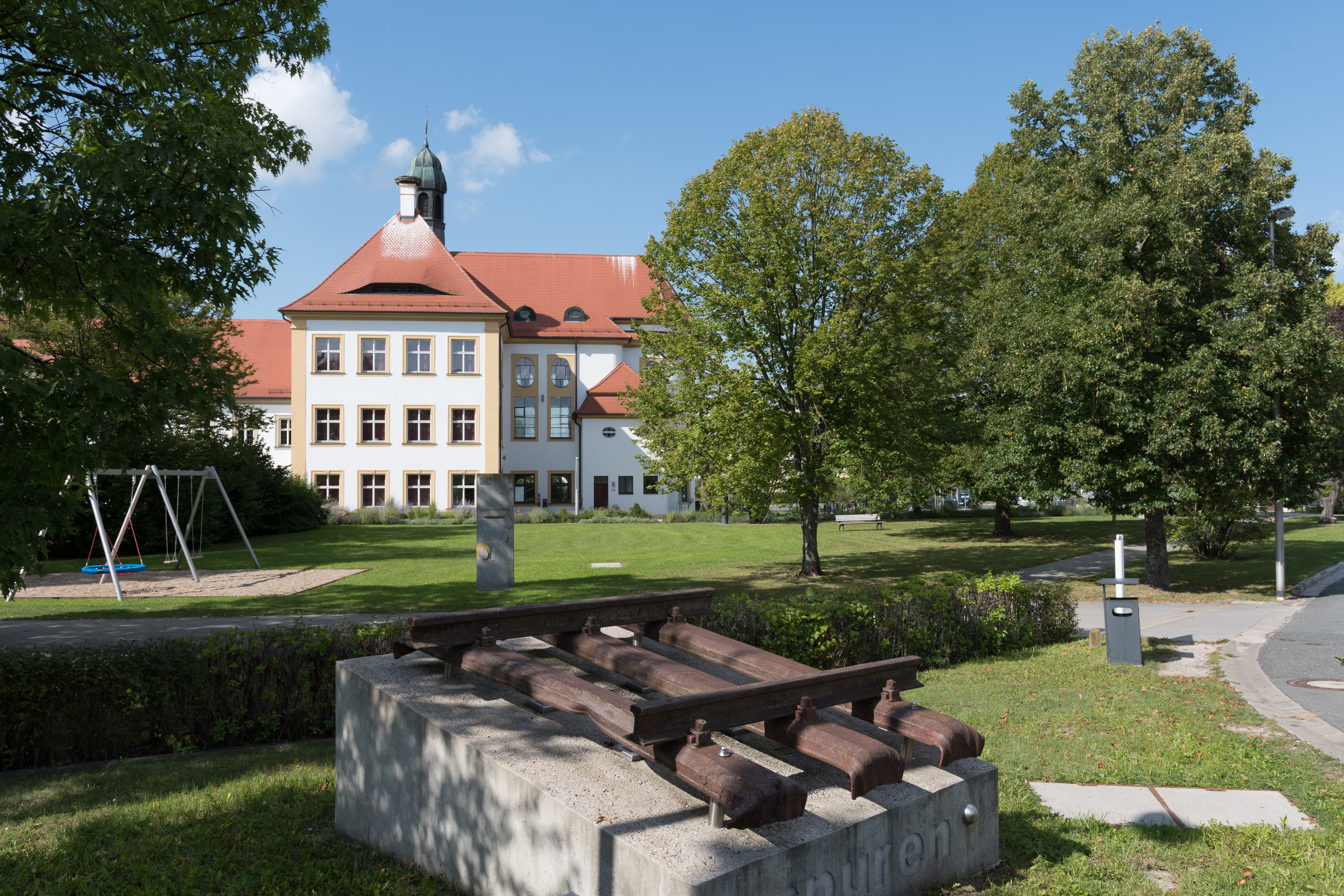
Das ehemalige Amtsschloss

## Wirtschaft und Infrastruktur
Die Gemeindesteuereinnahmen betrugen im Jahr 1999 umgerechnet 506.000 Euro, davon waren umgerechnet 81.000 Euro (netto) Gewerbesteuereinnahmen.

### Wirtschaft einschließlich Land- und Forstwirtschaft
Im Jahre 2021 gab es nach der amtlichen Statistik in der Land- und Forstwirtschaft keine und im Bereich Handel und Verkehr 275 sozialversicherungspflichtig Beschäftigte am Arbeitsort. In sonstigen Wirtschaftsbereichen waren es 1219 Personen. Sozialversicherungspflichtig Beschäftigte am Wohnort gab es 766. Im verarbeitenden Gewerbe gab es einen, im Bauhauptgewerbe zwei Betriebe. Zudem bestanden im Jahr 2020 16 landwirtschaftliche Betriebe mit einer landwirtschaftlich genutzten Fläche von 299 Hektar, davon waren 198 Hektar Ackerfläche und 101 Hektar Dauergrünfläche.

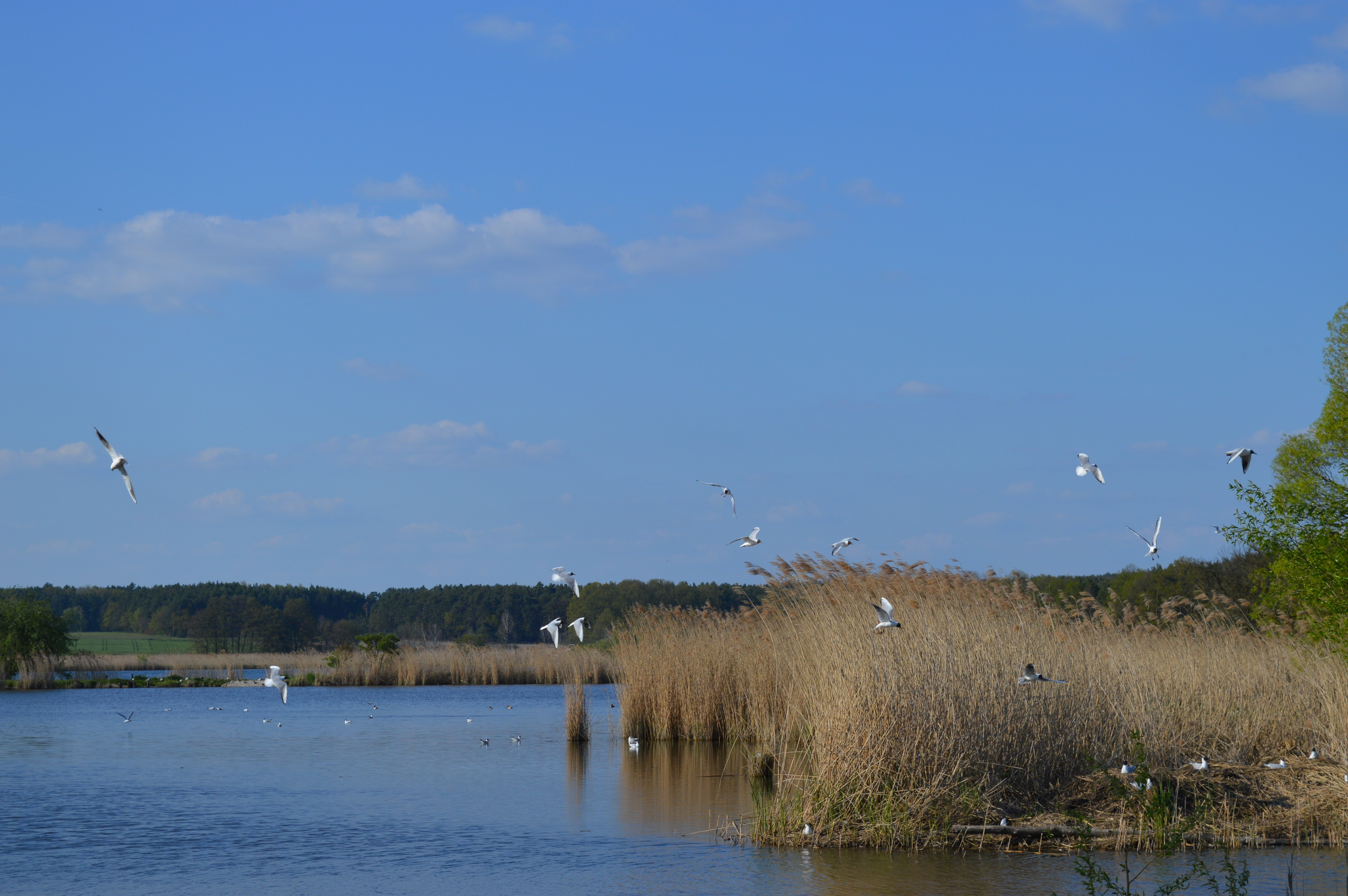
Weihergebiet bei Mohrhof

### Verkehr
Im Osten wird die Gemeinde von der Autobahn A3 durchquert. Diese kreuzt sich am Kreuz Höchstadt-Ost (AS 80) mit der von Höchstadt kommenden Bundesstraße 470. Die Staatsstraße 2240 verläuft Richtung Süden nach Buch. Gemeindeverbindungsstraßen führen nach Krausenbechhofen und zum Höchstadter Gewerbegebiet.

### Freizeit
Erwähnenswert sind Wandermöglichkeiten in Weiher- und Waldgebieten sowie im Landschaftsschutzgebiet Mohrhof.
Spezialitäten in den fünf Gasthöfen und Gasthäusern sind von September bis April die Aischgründer Karpfen. Übernachtungsmöglichkeiten mit ca. 140 Betten sind vorhanden.

### Bildung
Im Jahre 2022 gab es folgende Einrichtungen:
- 1 Kindergarten: 122 Kindergartenplätze mit 102 Kindern
- 2 Fachschulen: 12 Lehrkräfte, 92 Schülerinnen und Schüler

### Soziales
In Gremsdorf befindet sich eine Einrichtung des Ordens der Barmherzigen Brüder mit einem Wohnheim, einer Werkstatt und einer Förderstätte für Behinderte sowie einer Seniorentagesstätte. Die Augustinus-Schule befindet sich ebenfalls in Trägerschaft der Barmherzigen Brüder Gremsdorf.

## Persönlichkeiten
- Heinrich Gallus von Rinecker (1773–1852), bayerischer Jurist und Landtagsabgeordneter